# Episodi di Alfred Hitchcock presenta (serie televisiva 1955) (seconda stagione)
La seconda stagione della serie televisiva Alfred Hitchcock presenta è composta da 39 episodi, trasmessi per la prima volta negli Stati Uniti sulla CBS tra il 30 settembre 1956 e il 23 giugno 1957. 
Sempre negli Stati Uniti, la stagione si posizionò al 6º posto nei rating Nielsen di fine anno con il 33,9% di penetrazione e con una media superiore ai 13 milioni di spettatori.
Curiosità: Molti attori compaiono in vari episodi della serie, interpretando personaggi differenti.
| nº | Titolo originale                  | Titolo italiano                 | Prima TV USA      | Prima TV Italia |
| -- | --------------------------------- | ------------------------------- | ----------------- | --------------- |
| 01 | Wet Saturday                      | Un sabato di pioggia            | 30 settembre 1956 |                 |
| 02 | Fog Closing In                    | inedito                         | 7 ottobre 1956    | inedito         |
| 03 | De Mortuis                        | inedito                         | 14 ottobre 1956   | inedito         |
| 04 | Kill with Kindness                | inedito                         | 21 ottobre 1956   | inedito         |
| 05 | None Are So Blind                 | inedito                         | 28 ottobre 1956   | inedito         |
| 06 | Toby                              | inedito                         | 4 novembre 1956   | inedito         |
| 07 | Alibi Me                          | inedito                         | 11 novembre 1956  | inedito         |
| 08 | Conversation Over a Corpse        | inedito                         | 18 novembre 1956  | inedito         |
| 09 | Crack of Doom                     | inedito                         | 25 novembre 1956  | inedito         |
| 10 | Jonathan                          | inedito                         | 2 dicembre 1956   | inedito         |
| 11 | The Better Bargain                | inedito                         | 9 dicembre 1956   | inedito         |
| 12 | The Rose Garden                   | inedito                         | 16 dicembre 1956  | inedito         |
| 13 | Mr. Blanchard's Secret            | Il segreto del Signor Blanchard | 23 dicembre 1956  |                 |
| 14 | John Brown's Body                 | inedito                         | 30 dicembre 1956  | inedito         |
| 15 | Crackpot                          | inedito                         | 6 gennaio 1957    | inedito         |
| 16 | Nightmare in 4-D                  | inedito                         | 13 gennaio 1957   | inedito         |
| 17 | My Brother, Richard               | inedito                         | 20 gennaio 1957   | inedito         |
| 18 | The Manacled                      | inedito                         | 27 gennaio 1957   | inedito         |
| 19 | A Bottle of Wine                  | inedito                         | 3 febbraio 1957   | inedito         |
| 20 | Malice Domestic                   | inedito                         | 10 febbraio 1957  | inedito         |
| 21 | Number Twenty-Two                 | inedito                         | 17 febbraio 1957  | inedito         |
| 22 | The End of Indian Summer          | inedito                         | 24 febbraio 1957  | inedito         |
| 23 | One for the Road                  | inedito                         | 3 marzo 1957      | inedito         |
| 24 | The Cream of the Jest             | inedito                         | 10 marzo 1957     | inedito         |
| 25 | I Killed The Count, Part I        | inedito                         | 17 marzo 1957     | inedito         |
| 26 | I Killed The Count, Part II       | inedito                         | 24 marzo 1957     | inedito         |
| 27 | I Killed The Count, Part III      | inedito                         | 31 marzo 1957     | inedito         |
| 28 | One More Mile to Go               | Ancora un miglio                | 7 aprile 1957     |                 |
| 29 | Vicious Circle                    | inedito                         | 14 aprile 1957    | inedito         |
| 30 | The Three Dreams of Mr. Findlater | inedito                         | 21 aprile 1957    | inedito         |
| 31 | The Night the World Ended         | inedito                         | 28 aprile 1957    | inedito         |
| 32 | The Hands of Mr. Ottermole        | inedito                         | 5 maggio 1957     | inedito         |
| 33 | A Man Greatly Beloved             | inedito                         | 12 maggio 1957    | inedito         |
| 34 | Martha Mason, Movie Star          | inedito                         | 19 maggio 1957    | inedito         |
| 35 | The West Warlock Time Capsule     | inedito                         | 26 maggio 1957    | inedito         |
| 36 | Father and Son                    | inedito                         | 2 giugno 1957     | inedito         |
| 37 | The Indestructible Mr. Weems      | inedito                         | 9 giugno 1957     | inedito         |
| 38 | A Little Sleep                    | inedito                         | 16 giugno 1957    | inedito         |
| 39 | The Dangerous People              | inedito                         | 23 giugno 1957    | inedito         |

## Un sabato di pioggia
- Titolo originale: Wet Saturday
- Diretto da: Alfred Hitchcock
- Scritto da: Marian Cockrell (sceneggiatura), John Collier (soggetto)

### Trama
Millie è innamorata di un professore, ma lui non la ricambia. In un sabato di pioggia lei lo uccide e il signor Princey, padre di Millie, escogita un piano per salvare il buon nome della sua famiglia. Lavorando insieme a sua moglie, suo figlio e sua figlia, Princey sistema metodicamente il corpo e la scena del crimine in modo che l'amico di famiglia, il capitano Smollett, si prenda la colpa dell'omicidio.
- Interpreti: Sir Cedric Hardwicke (signor Princey), John Williams (capitano Smollett).

## Fog Closing In
- Diretto da: Herschel Daugherty
- Scritto da: James Cavanagh (sceneggiatura), Martin Brooke (soggetto)

### Trama
Marito e moglie si trasferiscono in una nuova città. La moglie, che soffre di timori e insicurezza, vuole portare i suoi genitori a vivere con loro per sentire la protezione paterna, ma il marito non asseconda il suo desiderio. Lei troverà il modo di risolvere il problema.
- Interpreti: Phyllis Thaxter (Mary Summers), Paul Langton (Arthur Summers).

## De Mortuis
- Diretto da: Robert Stevens
- Scritto da: Francis Cockrell (sceneggiatura), John Collier (soggetto)

### Trama
Il professor Rankin è un uomo di 50 anni, sposato con la giovane e bella Irene. Consapevoli che Irene lo sta tradendo, Wally e Bud traggono la stessa conclusione quando non trovano più Irene e sorprendono Rankin che sigilla un buco nel suo seminterrato. Wally e Bud affrontano Rankin, chiedendogli con quale degli amanti di Irene l'ha beccata, ma le loro ipotesi erano sbagliate. Quando Irene torna a casa, Rankin la uccide sul serio.
- Interpreti: Robert Emhardt (professor Rankin), Cara Williams (Irene Rankin).

## Kill with Kindness
- Diretto da: Herschel Daugherty
- Scritto da: A. J. Russell

### Trama
Due fratelli hanno problemi finanziari e decidono di risolvere i loro problemi frodando l'assicurazione sulla vita.
- Interpreti: Hume Cronyn (Fitzhugh Oldham), Carmen Mathews (Katherine Oldham).

## None Are So Blind
- Diretto da: Robert Stevens
- Scritto da: James Cavanagh (sceneggiatura), John Collier (soggetto)

### Trama
L'egoista Seymour Johnston spara e uccide la sua ricca zia Muriel incolpando "Antonio Battani", un personaggio inventato che ha creato usando il trucco e una parrucca. Ma Seymour, a causa del suo narcisismo, si rifiuta di vedere e coprire la voglia sulla sua faccia grazie alla quale viene riconosciuto e scoperto.
- Interpreti: Hurd Hatfield (Seymour Johnston), Mildred Dunnock (zia Muriel Drummond).

## Toby
- Diretto da: Robert Stevens
- Scritto da: Victor Wolfson (sceneggiatura), Joseph Bates Smith (soggetto)

### Trama
Albert dopo vent'anni rincontra Edwina, sua vecchia fiamma, e progetta di sposarsi con lei.
- Interpreti: Jessica Tandy (Edwina Freel), Robert H. Harris (Albert Birch).

## Alibi Me
- Diretto da: Jules Bricken
- Scritto da: Bernard C. Schoenfeld (sceneggiatura), Therd Jefre (soggetto)

### Trama
Giorgie, un piccolo malvivente, uccide Lucky, suo amico d'infanzia e rivale. Cerca poi disperatamente chi possa fornirgli un buon alibi e lo trova solamente nella sua padrona di casa che accetta di coprirlo solo sotto ricatto. Il tenente Larkin, che li conosce fin da giovani, indaga con la sicurezza di sapere già chi è il colpevole.
- Interpreti: Lee Philips (Georgie Minnelli), Chick Chandler (Lucky Moore), Harvey Stephens (tenente James Larkin).

## Conversation Over a Corpse
- Diretto da: Jules Bricken
- Scritto da: Marian Cockrell (sceneggiatura), Norman Daniels (soggetto e sceneggiatura)

### Trama
Il signor Brenner, agente immobiliare, vuole comprare la casa dove vivono due donne anziane, per poi sfrattarle e demolire l'edificio.
- Interpreti: Dorothy Stickney (Cissie Enright), Carmen Mathews (Joanna Enright).

## Crack of Doom
- Diretto da: James Neilson
- Scritto da: Robert C. Dennis (sceneggiatura), Don Marquis (soggetto)

### Trama
Mason Bridges, un uomo d'affari, gioca spesso a poker ad alto rischio perché è determinato a battere il suo ricco cliente, Sam Klinker. Quando Mason scopre che sua moglie ha perso tutti i loro risparmi, ruba una parte dei soldi di Klinker dall'ufficio per continuare a giocare, con l'intenzione di restituirli in seguito. Durante una mano cruciale, Mason pensa di avere quattro regine e punta in modo aggressivo, con sorpresa di Klinker. All'ultimo momento Mason si rende conto di aver letto male le sue carte, ma Klinker folda e Mason vince il piatto.
- Interpreti: Robert Horton (Mason Bridges), Robert Middleton (Sam Klinker).

## Jonathan
- Diretto da: John Meredyth Lucas
- Scritto da: Bernard C. Schoenfeld (sceneggiatura), Stirling Silliphant (sceneggiatura), Fred Levon (soggetto)

### Trama
Jonathan, un uomo maturo, si sposa con la giovane segretaria. Alla sua morte il figlio indaga per scoprire come è morto e incolpa la moglie, ma farà una amara scoperta.
- Interpreti: Georgann Johnson (Rosine Dalliford), Corey Allen (Gil Dalliford), Douglas Kennedy (Jonathan Dalliford).

## The Better Bargain
- Diretto da: Herschel Daugherty
- Scritto da: Bernard C. Schoenfeld (sceneggiatura), Richard Deming (soggetto)

### Trama
Un gangster, il signor Coster, si sposa con la bella venticinquenne Marian. Quando scopre che gli è infedele, decide di farla uccidere da Henry, suo sicario. Non tutto andrà come aveva previsto.
- Interpreti: Robert Middleton (Louis Koster), Henry Silva (Harry Silver).

## The Rose Garden
- Diretto da: Francis Cockrell
- Scritto da: Marian B. Cockrell (sceneggiatura), Vincent Fotre (soggetto)

### Trama
Il signor Binton, editore, va a incontrare Julia, la scrittrice di un manoscritto inviatogli per la pubblicazione di un nuovo romanzo, e farà una scoperta importante. 
- Interpreti: John Williams (Alexander Vinton), Patricia Collinge (Julia Pickering).

## Il segreto del Signor Blanchard
- Titolo originale: Mr. Blanchard's Secret
- Diretto da: Alfred Hitchcock
- Scritto da: Sarett Rudley (sceneggiatura), Emily Neff (soggetto)

### Trama
La stravagante scrittrice di gialli Babs Fenton ha una fervida immaginazione e sospetta il peggio quando il nuovo vicino, Charles Blanchard, si comporta in modo strano con sua moglie Ellen. Tuttavia, ogni volta che Babs pensa di aver scoperto la verità, viene smentita.
- Interpreti: Mary Scott (Babs Fenton), Robert Horton (John Fenton), Meg Mundy (Ellen Blanchard), Dayton Lummis (Charles Blanchard).

## John Brown's Body
- Diretto da: Robert Stevens
- Scritto da: Robert C. Dennis (sceneggiatura), Thomas Burke (soggetto)

### Trama
Harold Skinner e Vera Brown, che hanno una relazione, cacciano il marito di Vera, John, dalla sua compagnia facendolo dichiarare mentalmente instabile. Quando la compagnia va in crisi, Vera e Harold hanno bisogno di aiuto, ma non riescono a far dimettere John dal manicomio.
- Interpreti: Hugh Marlowe (Harold Skinner), Leora Dana (Vera Brown), Russell Collins (John Brown).

## Crackpot
- Diretto da: John Meredyth Lucas
- Scritto da: Martin Berkeley (sceneggiatura), Harold Gast (soggetto)

### Trama
La luna di miele degli sposi Ray e Meg è leggermente rovinata dalla recente morte della zia di Ray. Al loro hotel vengono molestati dal signor Moon, che Ray crede stia cercando di ucciderli. Ray ordina a Meg di andarsene quando sente quella che suona come una bomba, ma torna di corsa a prendere la sua borsa che contiene i gioielli che ha rubato a sua zia. Alla fine si scopre che Moon è un agente di polizia e ha organizzato tutto solo per arrestare Ray.
- Interpreti: Biff McGuire (Ray Loomis), Robert Emhardt (signor Moon), Mary Scott (Meg Loomis).

## Nightmare in 4-D
- Diretto da: Justus Addiss
- Scritto da: Robert C. Dennis (sceneggiatura), Stuart Jerome (soggetto)

### Trama
Il signor Parker aiuta la signora Elliott, sua vicina di casa, ad occultare il cadavere di un uomo assassinato nel suo appartamento. 
- Interpreti: Henry Jones (Harry Parker), Barbara Baxley (signora Elliott).
- Errore: Notare la scena quando il signor Parker alza il cadavere per spostarlo, la gamba destra di questo si piega da sola per aiutare il sollevamento

## My Brother, Richard
- Diretto da: Herschel Daugherty
- Scritto da: Sarett Rudley (sceneggiatura), Jay Bennett (soggetto)

### Trama
I protagonisti sono due fratelli, il buon Martin e il perfido Richard; quest'ultimo uccide un uomo e cerca un colpevole su cui far ricadere le accuse.
- Interpreti: Royal Dano (Martin Ross), Inger Stevens (Laura Ross).

## The Manacled
- Diretto da: Robert Stevens
- Scritto da: Stirling Silliphant (sceneggiatura), A. Sanford Wolfe (soggetto)

### Trama
Il sergente Rockwell scorta il detenuto Fontaine. Durante il viaggio Fontaine cerca di corromperlo affinché lo lasci scappare.
- Interpreti: Gary Merrill (sergente Rockwell), William Redfield (Stephen Fontaine).

## A Bottle of Wine
- Diretto da: Herschel Daugherty
- Scritto da: Stirling Silliphant (sceneggiatura), Borden Deal (soggetto)

### Trama
Il signor Donaldson è il nuovo compagno della moglie del giudice Connors. Quando Donaldson si reca da lei per aiutarla a prendere le valigie e andarsene assieme, ha una conversazione con il giudice durante la quale...
- Interpreti: Herbert Marshall (giudice Connors), Robert Horton (Wallace Donaldson).

## Malice Domestic
- Diretto da: John Meredyth Lucas
- Scritto da: Victor Wolfson (sceneggiatura), Philip MacDonald (soggetto)

### Trama
Quando Carl Borden subisce due volte una grave indigestione a causa della cucina casalinga di sua moglie Annette, il loro amico Ralph fa analizzare il cibo e vi trova una grande quantità di arsenico. Carl è arrabbiato con Ralph per aver insinuato che Annette abbia cercato di avvelenarlo, ma in seguito Annette muore a causa del caffè con l'arsenico. Gli amici di Carl deducono che Annette ha dato a Carl la tazza di caffè sbagliata e aiutano a mantenere tranquille le circostanze della sua morte. L'intero piano era uno stratagemma di Carl per uccidere Annette, in modo che potesse stare con la sua amante.
- Interpreti: Ralph Meeker (Carl Borden), Phyllis Thaxter (Annette Borden).

## Number Twenty-Two
- Diretto da: Robert Stevens
- Scritto da: Joel Murcott (sceneggiatura),Evan Hunter (soggetto)

### Trama
Steve Morgan, un giovane bandito, viene arrestato dalla polizia per il suo primo reato dopo una rapina fallita in un negozio di dolciumi. All'inizio è presuntuoso per essere stato arrestato, ma lentamente cede all'interrogatorio e scopre che l'uomo che ha derubato è morto.
- Interpreti: Russell Collins (Skinner), Rip Torn (Steve Morgan).

## The End of Indian Summer
- Diretto da: Robert Stevens
- Scritto da: James P. Cavanagh (sceneggiatura), Maurice Baudin Jr. (soggetto)

### Trama
Un agente assicurativo sospetta che la signora Marguerite Gillespie abbia ucciso i suoi due mariti per incassarne l'assicurazione sulla vita. Lei si sposerà poi per una terza volta, ma...
- Interpreti: Steve Forrest (Joe Rogers), Gladys Cooper (Marguerite Gillespie).

## One for the Road
- Diretto da: Robert Stevens
- Scritto da: Robert C. Dennis (sceneggiatura), Emily Neff (soggetto)

### Trama
Charles Hendricks tradisce la moglie Marsha con la giovane e bella Beryl Albolt, non sa cosa lo attende quando questa scopre il tradimento.
- Interpreti: John Baragrey (Charles Hendricks), Georgann Johnson (Beryl Albolt), Louise Platt (Marsha Hendricks)

## The Cream of the Jest
- Diretto da: Herschel Daugherty
- Scritto da: Sarett Rudley (sceneggiatura), Fredric Brown (soggetto)

### Trama
Charles, un vecchio attore di teatro in declino a causa dei suoi problemi alcolici, ricatta il produttore Wayne Campbell pur di ottenere una parte. Il produttore, per liberarsi di lui, gli affida una parte da interpretare non su un palcoscenico, ma nella vita reale. Risulterà essere un ottimo attore, ma un particolare condurrà a Wayne. 
- Interpreti: Claude Rains (Charles Gresham), James Gregory (Wayne Campbell).

## I Killed The Count, Part I
- Diretto da: Robert Stevens
- Scritto da: Francis M. Cockrell (sceneggiatura), Alec Coppel (soggetto)

### Trama
L'ispettore Davidson e il suo assistente, il detective Raines, indagano sull'omicidio del conte Victor Mattoni nel suo appartamento londinese. Trovano una grande quantità di prove nell'appartamento e l'indagine scopre i legami di Mattoni con Lord Sorrington e l'uomo d'affari americano Bernard K. Froy. Tuttavia, entrambi gli uomini confessano separatamente l'omicidio, confondendo Davidson.
- Interpreti: John Williams (ispettore Davidson), Alan Napier (Lord Sorrington), Anthony Dawson (conte Victor Mattoni), Charles Cooper (Bernard K. Froy).

## I Killed The Count, Part II
- Diretto da: Robert Stevens
- Scritto da: Francis M. Cockrell (sceneggiatura), Alec Coppel (soggetto)

### Trama
L'ispettore Davidson è allarmato quando l'operatore dell'ascensore dell'appartamento, Mullet, diventa la terza persona a confessare l'omicidio di Mattoni. Tutti e tre gli uomini sono collegati alla scena del crimine da prove fisiche, hanno ragioni apparentemente solide per uccidere Mattoni e sono in grado di descrivere l'omicidio in modo convincente.
- Interpreti: John Williams (ispettore Davidson), Rosemary Harris (Louise Rogers), Anthony Dawson (conte Victor Mattoni), Alan Napier (Lord Sorrington),Charles Cooper (Bernard K. Froy).

## I Killed The Count, Part III
- Diretto da: Robert Stevens
- Scritto da: Francis M. Cockrell (sceneggiatura), Alec Coppel (soggetto)

### Trama
L'ispettore Davidson fa in modo che Sorrington, Froy e Mullet si incontrino e siano raggiunti da Helen, vedova di Mattoni e figlia di Sorrington, che confessa anche lei l'omicidio. Sorrington, Froy e Mullet sono segretamente amici e hanno cospirato per uccidere Mattoni insieme e allestire le prove di conseguenza; tuttavia, Helen uccise Mattoni prima che gli altri ne avessero la possibilità. Davidson e Raines si rendono conto che non saranno mai in grado di individuare l'assassino, quindi probabilmente tutti e quattro finiranno per farla franca.
- Interpreti: John Williams (ispettore Davidson), Rosemary Harris (Louise Rogers/contessa Helen Mattoni), Anthony Dawson (conte Victor Mattoni), Alan Napier (Lord Sorrington), Charles Cooper (Bernard K. Froy).

## Ancora un miglio
- Titolo originale: One More Mile to Go
- Diretto da: Alfred Hitchcock
- Scritto da: James P. Cavanagh (sceneggiatura), F. J. Smith (soggetto)

### Trama
Dopo aver ucciso la moglie, Sam Jacoby ha problemi a liberarsi del corpo. Viene fermato da un poliziotto in motocicletta a causa del suo fanale posteriore difettoso, e il poliziotto devia Jacoby al vicino quartier generale della polizia in modo che il loro meccanico possa aprire il cofano e ripararlo.
- Interpreti: David Wayne (Sam Jacoby), Steve Brodie (poliziotto in motocicletta).

## Vicious Circle
- Diretto da: Paul Henreid
- Scritto da: Bernard C. Schoenfeld (sceneggiatura), Evan Hunter (soggetto)

### Trama
Il giovane gangster Manny Coe uccide un uomo per ordine del suo capo, Vince Williams. Williams promette di prendere Manny come suo protetto se uccide la sua ragazza Betty; Manny non è in grado di farlo, ma Betty muore in un incidente e Manny afferma di averla uccisa. Qualche tempo dopo, Manny è diventato ricco e di successo, ma fallisce una rapina e viene ucciso dal prossimo giovane protetto di Williams.
- Interpreti: Dick York (Manny Coe), Kathleen Maguire (Betty).

## The Three Dreams of Mr. Findlater
- Diretto da: Jules Bricken
- Scritto da: Sarett Rudley (sceneggiatura), A. A. Milne (soggetto)

### Trama
Ernest Findlater, che ha subito anni di abusi verbali da parte della moglie, fantastica sulla sua morte. Inventa Lalage, un'amante immaginaria esotica dei Mari del Sud. Lalage la incoraggia ad uccidere sua moglie ed Ernest trascorre settimane a preparare ogni dettaglio per garantirsi il successo dell'operazione senza essere scoperto. Quando Ernest finalmente torna a casa per commettere l'atto, scopre che sua moglie è morta per cause naturali.
- Interpreti: John Williams (Ernest Findlater), Barbara Baxley (Lalage).

## The Night the World Ended
- Diretto da: Jus Addiss
- Scritto da: Bernard C. Schoenfeld (sceneggiatura), Fredric Brown (soggetto)

### Trama
Al bar, il giornalista burlone Halloran gioca uno scherzo al senzatetto e ubriacone Johnny, convincendolo che il mondo finirà alle 23:45 di questa notte. Senza nulla da perdere, Johnny ruba alcolici, spaventa inconsapevolmente una zitella ben intenzionata che stava cercando di aiutarlo, poi irrompe in un negozio di articoli sportivi per fare regali ai bambini senzatetto e uccide la guardia di sicurezza che cerca di catturarlo con una pistola dal negozio. Quando Johnny si rende conto di cosa ha fatto Halloran, torna al bar e gli spara alle 23:45.
- Interpreti: Russell Collins (Johnny), Harold J. Stone (signor Halloran).

## The Hands of Mr. Ottermole
- Diretto da: Robert Stevens
- Scritto da: Francis M. Cockrell (sceneggiatura), Thomas Burke (soggetto)

### Trama
Nella Londra del 1919, un serial killer si aggira per le strade e uccide, strangolando marito e moglie, un anziano venditore di fiori e un agente di polizia. La città è spaventata a morte e la polizia, guidata dal sergente Ottermole, è perplessa. Il giornalista Summers sospetta che l'assassino debba essere qualcuno che la gente dà per scontato e aiuta a intrappolare il vero assassino: il sergente Ottermole, che afferma che le sue mani sono fuori dal suo controllo.
- Interpreti: Theodore Bikel (sergente Ottermole), Rhys Williams (signor Summers).

## A Man Greatly Beloved
- Diretto da: James Neilson
- Scritto da: Sarett Rudley (sceneggiatura), A. A. Milne (soggetto)

### Trama
La precoce bambina Hildegard Fell si attacca al nuovo arrivato in città scontroso e solitario, John Anderson. L'amico di Hildegard, Clarence, scopre che John Anderson è un giudice in pensione che aveva condannato molti criminali. Grazie all'amicizia di Hildegard, John si apre ai cittadini e viene amato da tutti per la sua gentilezza e generosità. Dopo la morte di Anderson, Clarence scopre che "John Anderson" era un nome falso e che l'uomo che conosceva era uno degli assassini che il vero John Anderson aveva condannato al carcere.
- Interpreti: Sir Cedric Hardwicke (John Anderson), Evelyn Rudie (Hildegard Fell).

## Martha Mason, Movie Star
- Diretto da: Justus Addiss
- Scritto da: Robert C. Dennis (sceneggiatura), Raymond Mason (soggetto)

### Trama
Il marito Henry è assassinato dalla moglie Maibel che ne occulta il cadavere e fa credere che sia scappato di casa con la sua amante. Nel finale avrà una brutta sorpresa.
- Interpreti: Judith Evelyn (Mabel McKay), Robert Emhardt (Henry G. McKay).

## The West Warlock Time Capsule
- Diretto da: Justus Addiss
- Scritto da: Marian B. Cockrell (sceneggiatura), J. P. Cahn (soggetto)

### Trama
L'imbalsamatore di animali George Tiffany è angosciato quando sua moglie Louise invita il suo fratello buono a nulla Waldren a vivere a casa loro. Waldren finge di essere malato, si rifiuta di lavorare e Louise lo accudisce con tutte le sue forze. Quando Louise soccombe all'esaurimento, George uccide Waldren e lo infila in un cavallo che viene preparato per il memoriale della città.
- Interpreti: Henry Jones (George Tiffany), Mildred Dunnock (Louise Tiffany), Sam Buffington (Waldren).

## Father and Son
- Diretto da: Herschel Daugherty
- Scritto da: James P. Cavanagh (sceneggiatura), Thomas Burke (soggetto)

### Trama
Londra, 1912. Joe Saunders, proprietario di un negozio, si rifiuta di dare altri soldi a Sam, il suo figlio spendaccione. Sam vede Joe nascondere il suo amico e ricercato Gus nella cantina del negozio; sperando di raccogliere una ricompensa, Sam chiama la polizia. Gus riesce a scappare dopo che l'amica di Sam, Mae, chiama Joe per avvertirlo. Joe è ferito quando scopre cosa ha fatto Sam, ma Sam prende comunque i soldi della ricompensa dalla polizia. 
- Interpreti: Edmund Gwenn (Joe Saunders), Charles Davis (Sam Saunders).

## The Indestructible Mr. Weems
- Diretto da: Justus Addiss
- Scritto da: George F. Slavin

### Trama
I fratelli di una loggia massonica hanno difficoltà a convincere le persone ad acquistare i loculi del loro nuovo cimitero, il che preoccupa il loro leader, il fratello Cato Stone. Il fratello Harry suggerisce di chiedere all'ex membro Clarence Weems, che è anziano e malato, di essere il loro primo cliente. Weems accetta, ma poi migliora, avendo preso il contratto come una sfida. Dopo mesi in cui Weems non muore, i fratelli decidono di affrontarlo sul contratto, ma nell'eccitazione il fratello Cato muore per un infarto diventando il primo ad essere sepolto nel loro cimitero.
- Interpreti: Robert Middleton (Cato Stone), Joe Mantell (Harry Brown).

## A Little Sleep
- Diretto da: Paul Henreid
- Scritto da: Robert C. Dennis (sceneggiatura), Joe Grenzeback (soggetto)

### Trama
Barbie Hallem usa la sua bellezza per giocare con i cuori degli uomini. Una notte va sulle montagne per visitare la sua baita, dove si nasconde Benny Mungo, apparentemente ignara del fatto che lui è braccato per l'omicidio della donna che ama. Sebbene Barbie creda che Benny sia stato incastrato da suo fratello, Benny afferma che la donna che ha ucciso era proprio come Barbie e le spezza il collo.
- Interpreti: Barbara Cook (Barbie Hallem), Vic Morrow (Benny Mungo).

## The Dangerous People
- Diretto da: Robert Stevens
- Scritto da: Francis M. Cockrell (sceneggiatura), Fredric Brown (soggetto)

### Trama
L'avvocato Bellefontaine e il contabile Jones aspettano il loro treno nell'isolata sala d'attesa della stazione. Quando vengono a sapere che un detenuto è scappato da un vicino manicomio criminale, entrambi gli uomini sospettano che l'altro sia detto detenuto. Stanno per attaccarsi a vicenda quando il vero detenuto entra nella sala d'attesa. Lavorano insieme per sottomettere il detenuto, quel tanto che basta perché gli inservienti arrivino per prenderlo in custodia.
- Interpreti: Albert Salmi (Jones), Robert H. Harris (Bellefontaine).